# アナスタシウス2世 (ローマ教皇)
アナスタシウス2世（Anastasius II, ? - 498年11月19日）は、第50代ローマ教皇（在位：496年 - 498年）。